# حرية إيجابية

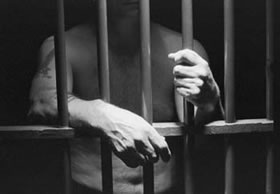

الحرية الإيجابية (بالإنجليزية: Positive liberty) هي امتلاك الفرد القدرة على التصرف وفقًا لإرادته الحرة، على عكس الحرية السلبية، التي تعني تحرر الفرد من القيود الخارجية على أفعاله. وقد يشمل أيضًا مفهوم الحرية الإيجابية التحرر من القيود الداخلية.
تعد مفاهيم البنية والفعالية أساسيةً في مفهوم الحرية الإيجابية وذلك لأنه من أجل الحرية، يجب أن يكون الشخص متحررًا من كبت البنية الاجتماعية في تنفيذ إرادته الحرة. بنيويًا، يمكن للطبقية، والتمييز على أساس الجنس، والتفرقة العمرية، والتمييز ضد المعاقين، والعنصرية أن تكبت الحرية الشخصية. ونظرًا لكون الحرية الإيجابية تُعنى بامتلاك الوكالة الاجتماعية، فإنها تتعزز من خلال قدرة المواطنين على المشاركة في الحكومة والاعتراف بأصواتهم، ومصالحهم، واهتماماتهم والتصرف بناءً عليها.
على الرغم من الاعتراف بمقال أشعيا برلين «مفهوما الحرية» (1958) كأول مقال يوضح صراحةً الفرق بين الحرية الإيجابية والسلبية، فرق المحلل النفسي من مدرسة فرانكفورت والفيلسوف الإنساني الماركسي إريك فروم بوضوح بين الحرية الإيجابية والسلبية في كتابه الخوف من الحرية (المعروف أيضًا بالهروب من الحرية) عام 1941، إذا سبق بهذا مقال برلين بأكثر من عقد.

## لمحة عامة
يمكن لكلمة الحرية أن تشير إلى عدة أمور، ولكن أشعيا برلين ميز نوعين رئيسيين للحرية. وصف برلين بعض الأقوال مثل «أنا لست عبدًا لأحد» على أنها حرية سلبية، فهذا هو التحرر من التدخل المباشر من شخص آخر. قارن برلين ذلك مع أقوال الحرية الإيجابية مثل «أنا سيّد نفسي»، التي تطالب بحرية اختيار المرء ممارساته الحياتية الخاصة.
يرى تشارلز تيلور الحرية السلبية على أنها «مفهوم فرصة»: يملك الفرد الحرية السلبية إذا لم يكن مستعبد من قوى خارجية، وبالمساواة في الوصول إلى موارد مجتمع ما (بغض النظر عن كيفية تقرير الفرد قضاء وقته). يقول تايلور عن الحرية الإيجابية أنها «مفهوم ممارسة»: فامتلاكها قد يعني أن الفرد غير مقيد داخليًا، فيجب على الفرد التصرف تبعًا لذاته الأعلى، تبعًا للمنطق. وبافتراض أن ممثلًا غنيًا ومؤثرًا كان في الوقت نفسه مدمن مخدرات. فقد يمتلك هذا الممثل  قدرًا كبيرًا من الحرية السلبية، ولكن القليل جدًا من الحرية الإيجابية تبعًا لتايلور. وحسب تعريفات تايلور، تتطلب الحرية الإيجابية أن يكون الفرد في مرحلة نضج عند اتخاذ القرارات، متحرريًا من القيود الخارجية أو الداخلية ( مثل الضعف، والخوف، والجهل، الخ..).

## لمحة تاريخية
وفقًا لنظرية جان جاك روسو عن الحرية تتحقق حرية الفرد من خلال المشاركة في العملية التي يمارس فيها مجتمع الفرد السيطرة الجماعية على شؤونهم الخاصة بما يتفق مع «الإرادة العامة». يفسر البعض كتاب العقد الاجتماعي بأن روسو قد اعتقد بأن الحرية هي قدرة المواطنين كأفراد على العمل ضمن الحكومة من أجل إحداث التغييرات، فهذا من حيث الجوهر هو قوة الحكم الذاتي والديمقراطية. قال روسو بنفسه، «الغريزة المجردة للشهوة عبودية، بينما الامتثال للقانون الذي ننصه نحن حرية». وبالنسبة لروسو، إن الانتقال من الحالة الطبيعية إلى الدولة المدنية يستبدل العدالة بالغريزة فتتسم الأفعال بالأخلاق التي كانت تفتقد إليها سابقًا.
كتب جورج فيلهلم فريدريش هيغل في كتابه أصول فلسفة الحق (في الجزء الذي قدم فيه مفهوم مجال الحق التجريدي) أن «الواجب ليس تقييدًا للحرية، بل هو تقييد للحرية المجردة» وهذا «الواجب هو ما يحقق جوهرنا، الظفر بالحرية الإيجابية».

## بعض الأمثلة
جاء في وصف الحرية الإيجابية في موسوعة ستانفورد للفلسفة:
بعبارات بسيطةٍ، يمكن للمرء أن يقول أن المجتمع الديمقراطي هو مجتمعٌ حرٌّ لانه مجتمعٌ مقررٌ لمساره، ويكون هذا الفرد حرًا بمدى مشاركاته في العملية الديمقراطية. ولكنه ثمّة أيضًا تطبيقاتٌ فردانية لمفهوم الحرية الإيجابية. على سبيل المثال، يقال في بعض الأوقات أنه يجب على الحكومة السعي بنشاطٍ لتأمين الأوضاع اللازمة لتحقيق الاكتفاء الذاتي للأفراد أو لوصولهم إلى تحقيق الذات.
قدم رون ريبلوغ في كتاب «استرداد العقد الاجتماعي» استعارةً مفيدةً لفهم الحرية الإيجابية. «بالتأكيد، لا يعد أخذ مفاتيح سيارتي رغمًا عني اعتداءً على كرامتي كشخص في حال قد كنت ثملًا. فلا يوجد تناقض حول عقد اتفاق مسبق بتأمين إشراف أبوي في الأوضاع التي تكون كفاءتنا فيها موضع شك». وبهذا الشكل، تعد الحرية الإيجابية الالتزام بمجموعة من القوانين المتفق عليها من قبل جميع الأطراف المعنية. وفي حال تغيير القواعد، يجب موافقة جميع الأطراف المعنية على هذه التغييرات، فالحرية الإيجابية هي فلسفة عقدية.
وعلى أي حال، رفض أشعيا برلين أي اقتراح يساوي الأبوة بالحرية الإيجابية. إذ صرّح أن الحرية الإيجابية لا يمكن أن تنطبق إلا عندما يكون تجريد الحرية من الفرد سعيًا وراء خيار صنعه هو بنفسه، لا وراء مبدأ مجتمعي عام أو رأي أي شخص آخر. ففي حالة أخذ مفاتيح سيارة السائق رغمًا عنه لأنه ثمل، فلا يعد هذا حرية إيجابية إلا في حال اتخاذ السائق قرارًا مسبقًا -بملء إرادته- بعدم القيادة وهو ثمل. وهكذا من خلال إزالة المفاتيح، يُيسر الشخص الآخر هذا القرار ويضمن أنه سيُحافظ عليه أمام السلوك المناقض للسائق (أي الشرب).عند قيام الشخص الآخر بسحب المفاتيح مع غياب أي نية صريحة برغبة السائق بهذا، بسبب شعور الشخص الآخر أنه لا ينبغي على السائق القيادة وهو ثمل، فيعد هذا الأمر أبوية، وليس حرية إيجابية بحسب تعريف برلين.

يرى إريك فروم أن الفرق بين نوعي الحرية يظهر جنبًا إلى جنب مع التطور البشري الذي يبتعد عن الفعل الغريزي الذي يميز الأنواع الحيوانية الأدنى. وناقش أن هذا الجانب من الحرية «لا يستخدم هنا في معناه الإيجابي ˃الحرية في فعل شيء ما˂ بل في معناه السلبي ˃الحرية (التحرر) من شيء ما˂، وبالتحديد التحرر من التحديد الغريزي لأفعاله». وحسب فروم، يعني التحرر من الغريزة الحيوانية ضمنيًا أن البقاء على قيد الحياة يتوقف على ضرورة رسم الفرد لمساره. ويربط هذا الفرق مع القصة التي وردت في الكتاب المقدس عن طرد البشر من جنات عدن:
يعني عدم الامتثال لأوامر الإله تحرير نفسه من الإجبار، الخروج من الوجود اللاواعي لحياة ما قبل البشرية إلى مستوى البشر. ويعد عدم الامتثال لأوامر المرجعية، واقتراف الخطيئة، في جانبه الإنساني الإيجابي بمثابة أول فعل للحرية. ]...[ فهو حر من عبودية الجنة، ولكنه ليس حرًا في حكم نفسه، وفي إدراك فرديته.
يؤكد فروم أن الحرية الإيجابية تأتي من خلال تحقيق الفردية على نحو متوازن مع الانفصال عن الكل: «التضامن مع كل البشر»، ليس اتحادًا بناءً على روابط غريزية أو محددة سلفًا، بل على أساس حرية قائمة على المنطق.